# Блонди, Мишель
Мише́ль Блонди́ (фр. Michel Blondy; 1675 — 6 августа 1739, Париж) — французский артист балета, балетмейстер и педагог.

## Биография
Происходил из хореографической семьи, был племянником выдающегося хореографа Пьера Бошама, первого теоретика балетного искусства, сформулировавшего основные правила и позиции классического балета и его терминологию.
Мишель Блонди начал учебу в Национальной академии музыки в 1691 году и там же работал до самого завершения своей жизни и карьеры. Сначала выступал как исполнитель балетных партий, затем стал балетмейстером.
Среди основных партнеров: Клод Баллон (фр. Claude Ballon), Мари-Терез де Сюблини (фр. Marie-Thérèse de Subligny), Франсуа-Робер Марсель (фр. François-Robert Marcel).
В 1729 году он сменил на посту директора балетной труппы Парижской Оперы Луи Пекура, скончавшегося 22 апреля 1729 года во время представления оперы «Танкред» (фр. Tancrède, композитора А.Кампра по либретто А.Данше), где был занят в танцевальном дивертисменте.
Мишель Блонди был также преподавателем хореографии. Среди его самых известных учеников: Франсуаза Прево, Мари Анн Камарго, Мари Салле, Франц Хильфердинг, который был приглашен в Россию в 1759 году и обучал русских балетных артистов тем же балетным навыкам, почерпнутым у своего учителя.

## Постановки
- 1714: «Празднества Талии» — Les Fêtes de Thalie, музыка Муре
- 1721: Les Fêtes vénitiennes, музыка Кампра
- 1728: La Princesse d'Élide, музыка Вильнева
- 1728: Hypermnestre, опера Жерве (Charles-Hubert Gervais)
- 1729: Les Amours des déesses, музыка Ж.-Б. Люлли по либретто Ф.Кино
- 1730: Phaéton, опера Люлли
- 1732: Callirhoé, музыка Детуша (André-Cardinal Destouches)
- 1732: Les Sens, музыка Муре
- 1733: Les Fêtes grecques et romaines, музыка Бламона (François Colin de Blamont)
- 1734: Les Éléments, музыка Делаланда и Детуша
- 1734: Pirithoüs, музыка Муре
- 1734: Les Plaisirs champêtres, музыка Ребеля
- 1735: «Галантная Индия» — Les Indes galantes, музыка Рамо
- 1736: Les Voyages de l’amour, музыка Буамортье
- 1739: Alceste, музыка Люлли